# جون ر. فيليبس
جون ر. فيليبس (بالإنجليزية: John R. Phillips)‏ هو محامي ودبلوماسي وسياسي أمريكي، ولد في 15 ديسمبر 1942 في الولايات المتحدة. حزبياً، نشط في الحزب الديمقراطي. وقد انتخب سفير الولايات المتحدة  لدى إيطاليا ‏.